# 八精度浮點數
八精度浮点数(Octuple-precision floating-point)是用来表示浮点数的一种资料型别，在计算机中占据256比特（32字节）大小，因此也称为float256或FP256。在 IEEE 754-2008 中，四精度浮点数格式的正式名称为 binary256。

## 格式
IEEE 754 标准将八精度浮点数指定为具有：
- 符号位：1位
- 指数部分：19位
- 尾数部分：236位 (由于省略了首位必定存在的“1”，实际上为237位)

的一种格式。符号位确定数字的符号，“0” 代表正数，“1” 代表负数。这种形式提供了大约71位有效十进制数字的精度。
八精度二进制浮点数使用偏移二进制表示进行编码，零偏移量为262143，为了获得真指数，必须从存储的指数中减去262143的偏移量。

## 參閱
- IEEE二进制浮点数算术标准（IEEE 754）
- 浮点数